# Associazione Calcio Monza Brianza 1912 2012-2013
Questa voce raccoglie le informazioni riguardanti l'Associazione Calcio Monza Brianza 1912 nelle competizioni ufficiali della stagione 2012-2013.

## Stagione
Nella stagione 2012-2013 il Monza disputa il primo campionato in Lega Pro Seconda Divisione, dopo la retrocessione della stagione precedente, quarto nella storia del club in Serie C2/Lega Pro Seconda Divisione. Inizia la stagione nel girone A con il fardello di sei punti di penalizzazione che risulteranno determinanti per il passaggio di categoria. L'allenatore scelto per questa stagione brianzola è Antonino Asta.
 In campionato il Monza non parte bene, conclude il girone di andata con 25 punti in ottava posizione, nel girone di ritorno fa meglio di tutti con 38 punti, messi insieme fanno 63 punti, tolti i 6 punti di penalità fanno 57, che valgono il quinto posto, con la possibilità di disputare gli spareggi promozione. Nella semifinale dei Play-off supera nel doppio confronto il Bassano Virtus, poi perde la doppia finale contro l'Unione Venezia, dopo aver pareggiato (0-0) l'andata, nel ritorno il Monza vinceva (1-2) a due minuti dal termine, poi ha subito due reti decisive. Senza la penalizzazione il Monza avrebbe comunque vinto il girone A e sarebbe ritornato subito in Prima Divisione, invece dovrà ripartire dalla Seconda Divisione. Il piemontese Andrea Gasbarroni autore di 20 reti è stato il miglior realizzatore dei biancorossi, delle quali 18 in campionato e 2 nei Play-off. Nella Coppa Italia di Lega Pro il Monza disputa senza soddisfazioni il girone C di qualificazione, che ha promosso il Como ed il Renate.

## Divise e sponsor
Lo sponsor tecnico per la stagione 2012-2013 è Adidas.
| Casa | Trasferta | Terza divisa |

## Organigramma societario
Area direttiva
- Presidente: Anthony Armstrong Emery
- Amministratore delegato: Nicola Rigamonti
- Segretario: Marinella Farina

Area comunicazione
- Ufficio stampa: Marco Ravasi

Area tecnica
- Direttore sportivo: Gianluca Andrissi
- Allenatore: Antonino Asta
- Allenatore in seconda: Francesco Farina
- Preparatore atletico: Mario Familari
- Preparatore dei portieri: Pierluigi Brivio

Area sanitaria
- Responsabile: Dott. Gabriele Cirillo

## Rosa
| N. |                     | Ruolo | Calciatore         |
| -- | ------------------- | ----- | ------------------ |
|    | Italia (bandiera)   | P     | Paolo Castelli     |
|    | Italia (bandiera)   | P     | Edoardo Pazzagli   |
|    | Italia (bandiera)   | P     | Luigi Sorrentino   |
|    | Italia (bandiera)   | P     | Marco Marcandalli  |
|    | Italia (bandiera)   | D     | Luca Franchini     |
|    | Italia (bandiera)   | D     | Pierpaolo Fronda   |
|    | Italia (bandiera)   | D     | Filippo Giorgi     |
|    | Italia (bandiera)   | D     | Davide Marioli     |
|    | Italia (bandiera)   | D     | Davide Cattaneo    |
|    | Italia (bandiera)   | D     | Gabriele Franchino |
|    | Italia (bandiera)   | D     | Tiziano Polenghi   |
|    | Italia (bandiera)   | D     | Alessio Bugno      |
|    | Svizzera (bandiera) | D     | Mattia Desole      |
|    | Italia (bandiera)   | C     | Gabriele Puccio    |
|    | Italia (bandiera)   | C     | Vincenzo Nitride   |

| N. |                           | Ruolo | Calciatore        |
| -- | ------------------------- | ----- | ----------------- |
|    | Italia (bandiera)         | C     | Amedeo Calliari   |
|    | Italia (bandiera)         | C     | Umberto Miello    |
|    | Italia (bandiera)         | C     | Paolo Valagussa   |
|    | Italia (bandiera)         | C     | Marco Anghileri   |
|    | Italia (bandiera)         | C     | Claudio Grauso    |
|    | Italia (bandiera)         | C     | Marco Morao       |
|    | Italia (bandiera)         | C     | Giacomo Tanas     |
|    | Italia (bandiera)         | C     | Alessio Vita      |
|    | Italia (bandiera)         | A     | Mattia Finotto    |
|    | Italia (bandiera)         | A     | Andrea Gasbarroni |
|    | Brasile (bandiera)        | A     | Caio De Cenco     |
|    | Costa d'Avorio (bandiera) | A     | Jared Bi Zamble   |
|    | Italia (bandiera)         | A     | Giovanni Laraia   |
|    | Italia (bandiera)         | A     | Riccardo Ravasi   |
|    | Italia (bandiera)         | A     | Enrico Forni      |

## Risultati

### Lega Pro Seconda Divisione

#### Girone di andata
| Arbitro: | Brodo (Viterbo) |

|             |           |                |
| Finotto 71’ | Marcatori | 85’ Varricchio |

| Arbitro: | Zappatore (Taranto) |

|  |           |                  |
|  | Marcatori | 42’, 85’ Finotto |

| Arbitro: | Soricaro (Barletta) |

|                         |           |               |
| Anghileri 4’ Laraia 87’ | Marcatori | 49’ L. Correa |

| Arbitro: | Colarossi (Roma) |

|                               |           |  |
| Fr. Virdis 24’, 39’ Carta 80’ | Marcatori |  |

| Arbitro: | Rasia (Bassano del Grappa) |

|                            |           |                     |
| Gasbarroni 40’ (rig.), 43’ | Marcatori | 46’ (rig.) Bernacci |

| Arbitro: | Lacagnina (Caltanissetta) |

|                              |           |                               |
| Maracchi 60’ D'Appolonia 86’ | Marcatori | 4’ Vita 40’ (rig.) Gasbarroni |

| Arbitro: | Baldicchi (Città di Castello) |

|              |           |           |
| Calliari 21’ | Marcatori | 62’ Siega |

| Arbitro: | Pelagatti (Arezzo) |

|  |           |                                                |
|  | Marcatori | 30’, 60’, 65’ Gasbarroni 33’ Puccio 45+1’ Vita |

| Arbitro: | D'Angelo (Ascoli Piceno) |

|                                   |           |                     |
| J. Mantovani 16’ A. Brighenti 45’ | Marcatori | 90+1’ (rig.) Laraia |

| Arbitro: | Marchesini (Legnago) |

|  |           |               |
|  | Marcatori | 43’ Del Sante |

| Alessandria 11 novembre 2012 11ª giornata | Alessandria             | 0 – 0 | Monza | Stadio Giuseppe Moccagatta\| Arbitro: \| Paolini (Ascoli Piceno) \| |
| Arbitro:                                  | Paolini (Ascoli Piceno) |       |       |                                                                     |

| Arbitro: | Pierro (Nola) |

|                                     |           |  |
| Vita 77’ Finotto 80’ Gasbarroni 84’ | Marcatori |  |

| Castiglione delle Stiviere 25 novembre 2012 13ª giornata | Castiglione       | 0 – 0 | Monza | Stadio Ugo Lusetti\| Arbitro: \| Bellotti (Verona) \| |
| Arbitro:                                                 | Bellotti (Verona) |       |       |                                                       |

| Arbitro: | Ferrari (Mestre) |

|                |           |  |
| Gasbarroni 35’ | Marcatori |  |

| Milazzo 9 dicembre 2012 15ª giornata | Milazzo        | 0 – 0 | Monza | Stadio Grotta Polifemo\| Arbitro: \| Rossi (Rovigo) \| |
| Arbitro:                             | Rossi (Rovigo) |       |       |                                                        |

| Arbitro: | Aversano (Treviso) |

|                                  |           |                                                                      |
| Finotto 1’ Gasbarroni 83’ (rig.) | Marcatori | 11’, 25’ Cozzolino 46’ M. Serafini 89’ (rig.) Giannone 90+2’ Artaria |

| Fano 22 dicembre 2012 17ª giornata | Fano                      | 0 – 0 | Monza | Stadio Raffaele Mancini\| Arbitro: \| Melidoni (Frattamaggiore) \| |
| Arbitro:                           | Melidoni (Frattamaggiore) |       |       |                                                                    |

#### Girone di ritorno
| Arbitro: | Rasia (Bassano del Grappa) |

|                |           |                                   |
| Varricchio 89’ | Marcatori | 49’ Valagussa 60’ Puccio 75’ Vita |

| Arbitro: | Todaro (Palermo) |

|                                |           |            |
| Gasbarroni 56’ Valagussa 90+2’ | Marcatori | 28’ Rosini |

| Arbitro: | Ceccarelli (Rimini) |

|                      |           |          |
| L. Correa 65’ (rig.) | Marcatori | 27’ Vita |

| Arbitro: | Albertini (Ascoli Piceno) |

|                             |           |                |
| De Cenco 29’ Gasbarroni 69’ | Marcatori | 36’ Fr. Virdis |

| Arbitro: | Rossi (Rovigo) |

|                          |           |                  |
| Rosseti 67’ Bernacci 89’ | Marcatori | 13’, 69’ Finotto |

| Arbitro: | Rizzo (Siena) |

|                       |           |            |
| Gasbarroni 43’ (rig.) | Marcatori | 10’ Godeas |

| Arbitro: | Di Martino (Teramo) |

|               |           |                         |
| Ficarotta 75’ | Marcatori | 55’ Polenghi 90+1’ Vita |

| Arbitro: | Amoroso (Paola) |

|                              |           |  |
| Valagussa 33’ Gasbarroni 71’ | Marcatori |  |

| Arbitro: | Marini (Roma) |

|                                       |           |                   |
| Gasbarroni 23’ (rig.) Valagussa 90+3’ | Marcatori | 42’ (aut.) Grauso |

| Arbitro: | Strocchia (Nola) |

|  |           |                             |
|  | Marcatori | 36’ De Cenco 88’ Gasbarroni |

| Arbitro: | Aureliano (Bologna) |

|                            |           |  |
| Finotto 51’ Gasbarroni 86’ | Marcatori |  |

| Forlì 7 aprile 2013 29ª giornata | Forlì                | 0 – 0 | Monza | Stadio Tullo Morgagni\| Arbitro: \| Verdenelli (Foligno) \| |
| Arbitro:                         | Verdenelli (Foligno) |       |       |                                                             |

| Arbitro: | Bruno (Torino) |

|                                              |           |             |
| Finotto 19’ Gasbarroni 63’ (rig.) Ravasi 84’ | Marcatori | 33’ Ruffini |

| Arbitro: | Lanza (Nichelino) |

|                                          |           |                                    |
| Piccoli 25’ (rig.), 54’ Iv. Graziani 69’ | Marcatori | 58’ Valagussa 90+5’ (rig.) Finotto |

| Monza 28 aprile 2013 32ª giornata | Monza               | 0 – 0 | Milazzo | Stadio Brianteo\| Arbitro: \| Magnani (Frosinone) \| |
| Arbitro:                          | Magnani (Frosinone) |       |         |                                                      |

| Arbitro: | Serra (Torino) |

|           |           |                                    |
| Nossa 61’ | Marcatori | 7’ (rig.) Gasbarroni 84’ Valagussa |

| Arbitro: | Paolini (Ascoli Piceno) |

|                                                                                  |           |                                     |
| De Cenco 6’, 45+1’, 53’ Ravasi 16’ Anghileri 19’ Romito 48’ (aut.) Valagussa 64’ | Marcatori | 35’ Cazzola 44’ Romito 82’ Del Core |

### Play-off
| Arbitro: | Ripa (Nocera Inferiore) |

|                |           |  |
| Gasbarroni 61’ | Marcatori |  |

| Arbitro: | Pezzuto (Lecce) |

|              |           |                       |
| Mateos 90+2’ | Marcatori | 75’ De Cenco 88’ Vita |

| Monza 9 giugno 2013 Finale - Andata | Monza          | 0 – 0 | Venezia | Stadio Brianteo\| Arbitro: \| Saia (Palermo) \| |
| Arbitro:                            | Saia (Palermo) |       |         |                                                 |

| Arbitro: | Maresca (Napoli) |

|                                    |           |                            |
| Bocalon 51’, 86’ D'Appolonia 90+3’ | Marcatori | 28’ Finotto 56’ Gasbarroni |

### Coppa Italia di Lega Pro

#### Girone C
| Arbitro: | Minelli (Varese) |

|                                        |           |                                                   |
| Bellitta 72’ (aut.) Finotto 89’ (rig.) | Marcatori | 40’, 68’ A. Donnarumma 70’ Giannone 81’ Tremolada |

| Arbitro: | Bruno (Torino) |

|                               |           |  |
| A. Brighenti 3’, 90+1’ (rig.) | Marcatori |  |